# 宾西站
宾西站，位于黑龙江省哈尔滨市宾县宾西镇，是成宾铁路沿线车站。距成高子站28公里，本站仅办理货运业务。